# Cefbuperazone
Cefbuperazone (INN) là một loại kháng sinh cephalosporin thuộc thế hệ thứ hai.